# فرودگاه جان مرتا شهرستان جانزتاون-کامبریا
فرودگاه جان مرثا شهرستان جانستن-کامبریا (به انگلیسی: John Murtha Johnstown-Cambria County Airport) یک فرودگاه همگانی بهره‌برداری هوایی با کد یاتا JST است که یک باند فرود بتن دارد و طول باند آن ۲۱۳۵ متر است. این فرودگاه در کشور ایالات متحده آمریکا قرار دارد و در ارتفاع ۶۹۶ متری از سطح دریا واقع شده‌است.